# 轉叉犬

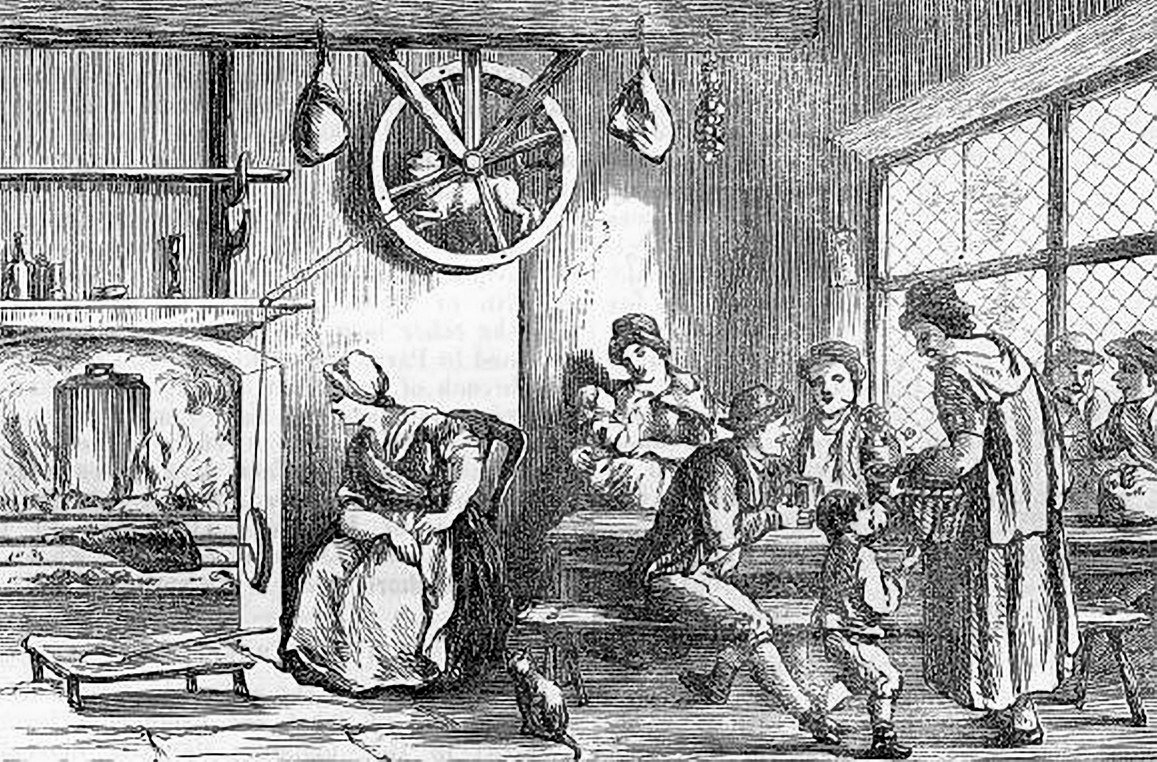
一隻轉叉犬正在掛在接近天花板的轉輪內工作

轉叉犬屬短腿、長身、垂耳之小型犬，其主要功用為在輪狀圓盤中不斷奔跑，以便讓肉叉轉動來烤肉。此品種現已滅絕，而峽谷㹴或柯基則被認為是與之最相近之品種。